# 49 км (зупинний пункт, Донецька дирекція Донецької залізниці)
49 кіломе́тр — пасажирська зупинна залізнична платформа Донецької дирекції Донецької залізниці. Розташована на східній околиці міста Моспине, Пролетарський район Донецька, Донецької області на лінії Ларине — Іловайськ між станціями Моспине (3 км) та Іловайськ (10 км).
Через військову агресію Росії на сході України транспортне сполучення припинене, водночас Яндекс.Розклади вказує на наявність пасажирських перевезень.